# Tonkam

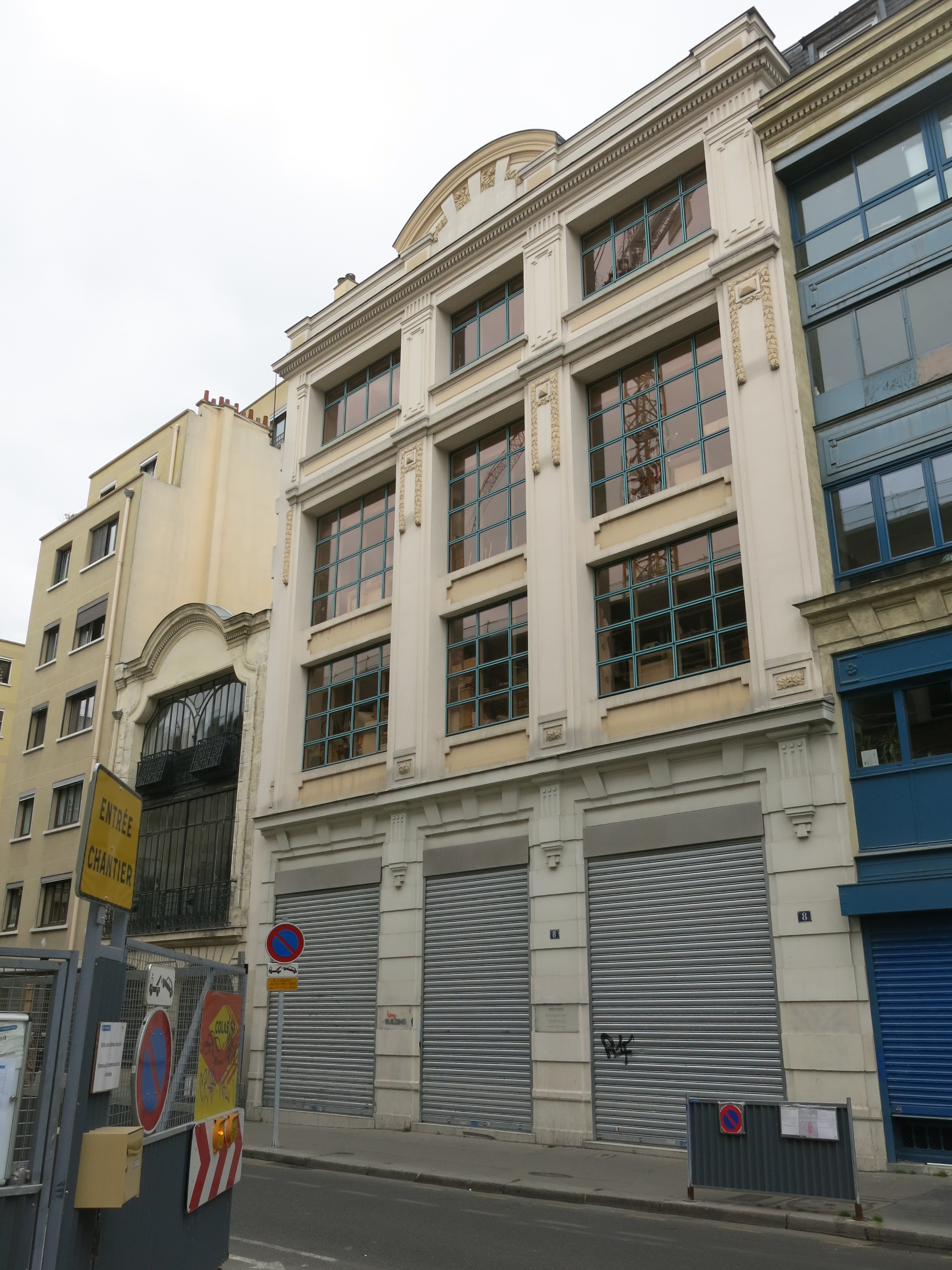
Siège de Tonkam

Tonkam est une société française présente dans le domaine du manga. Elle regroupait une maison d'édition, créée en 1994, une librairie et un service de vente par correspondance.
En janvier 2014, les Éditions Tonkam fusionnent avec les Éditions Delcourt et en deviennent une collection. En 2016, les collections manga « Delcourt Manga » et « Tonkam » fusionnent pour devenir Delcourt/Tonkam.

## Historique

### La librairie
En 1988, Dominique Véret ouvre avec sa compagne Sylvie Chang la librairie Tonkam à Bagnolet, proche des puces de Montreuil. Il y vend des comics books américains, ainsi que les traductions américaines de certains mangas, qui commencent à être réalisées par des éditeurs comme Dark Horse. En 1990, l'occasion se présente de reprendre la papeterie de Yu-Chi Chang, le père de Sylvie, au 29 rue Keller, et la libraire déménage là- bas. Rapidement, la librairie commence à étendre ses activités à l'import direct de mangas du Japon, ainsi que de divers autres produits, Laser disc, CD, artbooks. En 1991, le magasins se focalise exclusivement sur les produits japonais et commence à servir d'intermédiaires pour d'autres librairies en France qui se lancent sur le créneau du manga et des anime en pleine extension, étendant ainsi ses activités. La librairie ferme en 2010 à la suite d'une augmentation conséquente du loyer imposée par le bailleur.

### L'éditeur
En 1993, devant le succès des imports vendus dans la librairie, et afin de pouvoir faire venir sur le marché français autre chose que les premiers titres comme Dragon Ball qui commencent à être édités, Françoise Chang, Sylvie Chang, Dominique Véret et Éric Faurie créent la maison d'édition Tonkam, avec le soutien financier de Yu-Chi Chang, le propriétaire de la librairie[réf. souhaitée].
Leur première publication, le magazine Tsunami, va alors prendre son essor en surfant sur la vague des fanzines déjà en place[réf. nécessaire].
Ils deviennent en 1994 un des premiers éditeurs à publier des mangas en français en éditant Video Girl Ai.
Tonkam s'essaye à la prépublication avec le magazine Magnolia, paru entre 2003 et 2005.
Très tôt, sous l'impulsion de Dominique Véret, Tonkam publie  des mangakas tels que Taiyō Matsumoto, Masakazu Katsura ou Osamu Tezuka, avec les titres Bouddha, Phénix, Video Girl Ai ou encore Stratège.
En 1996, la série Angel est interdite d'exposition en raison de son caractère jugé dérangeant.
En 1996, Tonkam se lance dans un partenariat avec un éditeur belge, Ypnos, publiant principalement des manhwa, mais ce dernier interrompt ses activités peu après.
Dominique Véret quitte son poste de directeur éditorial au début des années 2000 pour créer avec Sylvie Chang la société Akata, qui prend en charge la direction éditoriale de la collection « Mangas » des éditions Delcourt. Pascal Lafine lui succède alors aux éditions Tonkam dont le catalogue s'étoffe pour compter en quinze années plus de 900 titres.
Fin 2005, à la suite de la mort de Yu-Chi Chang, Françoise et Sylvie Chang, propriétaires de la société, cèdent la maison d'édition à Guy Delcourt. Une fusion des catalogues n'est pas prévue dans un premier temps, les deux collections conservant leurs identités propres ainsi que des lignes éditoriales distinctes. Le catalogue Tonkam est diffusé par Delsol et la distribution est assurée par Hachette[réf. souhaitée].
En janvier 2014, les Éditions Tonkam sont absorbées par les éditions Delcourt et en deviennent une collection. En 2016, à la suite du départ de Pierre Valls, directeur éditorial de la collection Delcourt Mangas, Delcourt fusionne ses deux labels manga. « Delcourt Mangas » et « Tonkam » deviennent une seule et même collection : « Delcourt/Tonkam ». Cette collection est placée sous la direction éditoriale de Pascal Lafine et le logo est redesigné.

## Catalogue
Dernière mise à jour : mai 2016.
|  | Manga / Manhua / Manhwa dont la commercialisation a été arrêtée. |